# San José (Tixkokob)
San José es una localidad del estado de Yucatán, México, comisaría del municipio de Tixkokob.

## Toponimia
El nombre (San José) hace referencia a José de Nazaret.

## Localización
San José se encuentra al oriente de Tixkokob y actualmente se encuentra conurbada con su cabecera municipal.

## Infraestructura
- Una exhacienda todavía en funcionamiento.

## Importancia histórica
Tuvo su esplendor durante la época del auge henequenero y emitió fichas de hacienda las cuales por su diseño son de interés para los numismáticos. Dichas fichas acreditan la hacienda como propiedad de A.M. Burgos en 1915.

## Demografía
Según el censo de 2005 realizado por el INEGI, la población de la localidad era de 1 habitante.
| 1                           |
| (Fuente: INEGI [Consultar]) |

En 1900 la hacienda Jesús María tenía 34 habitantes de los cuales 19 eran hombres y 15 eran mujeres. En 1930 tenía 14 habitantes, de los cuales 8 eran hombres y 6 eran mujeres.

## Galería

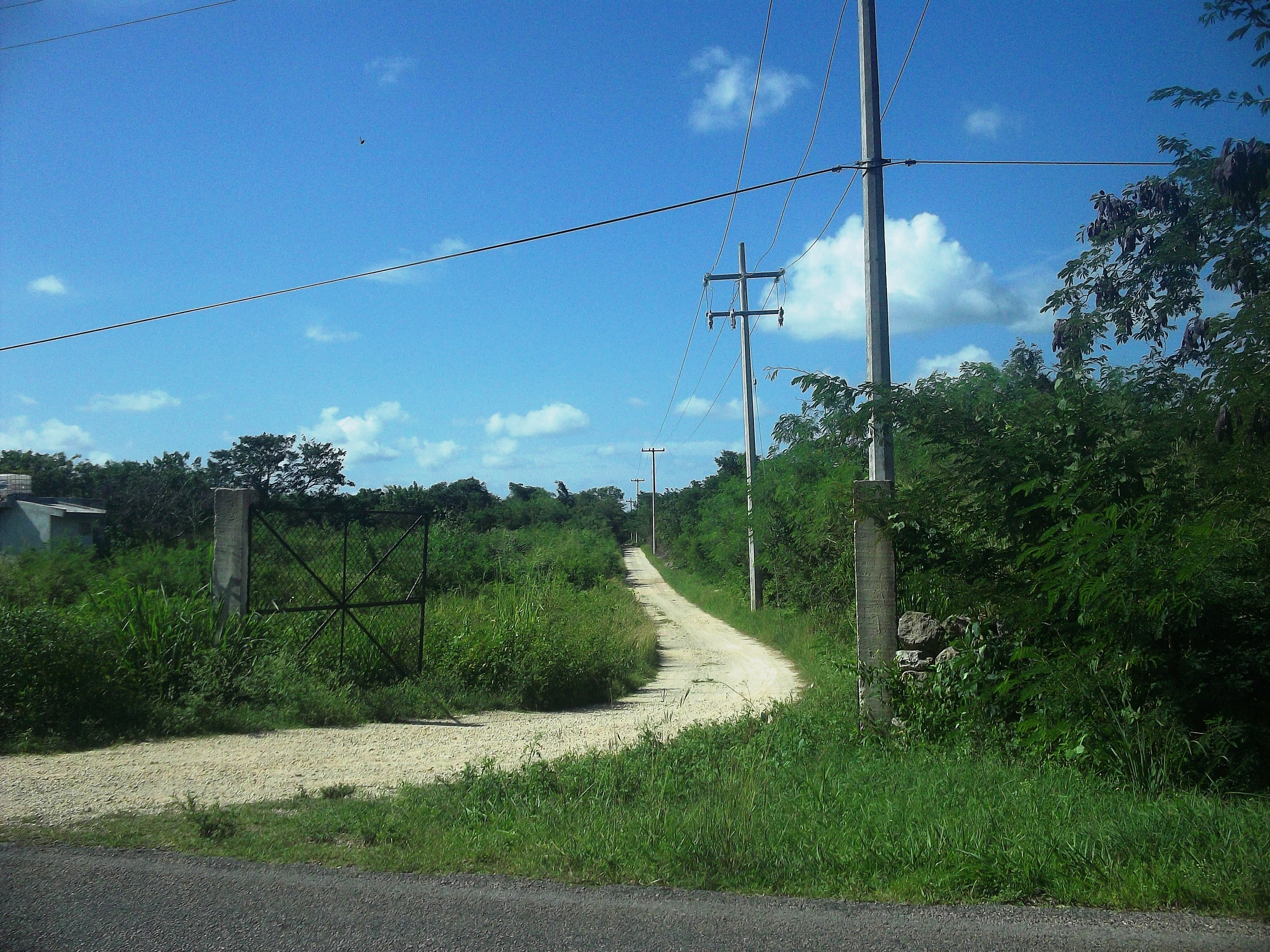
Entrada a San José.
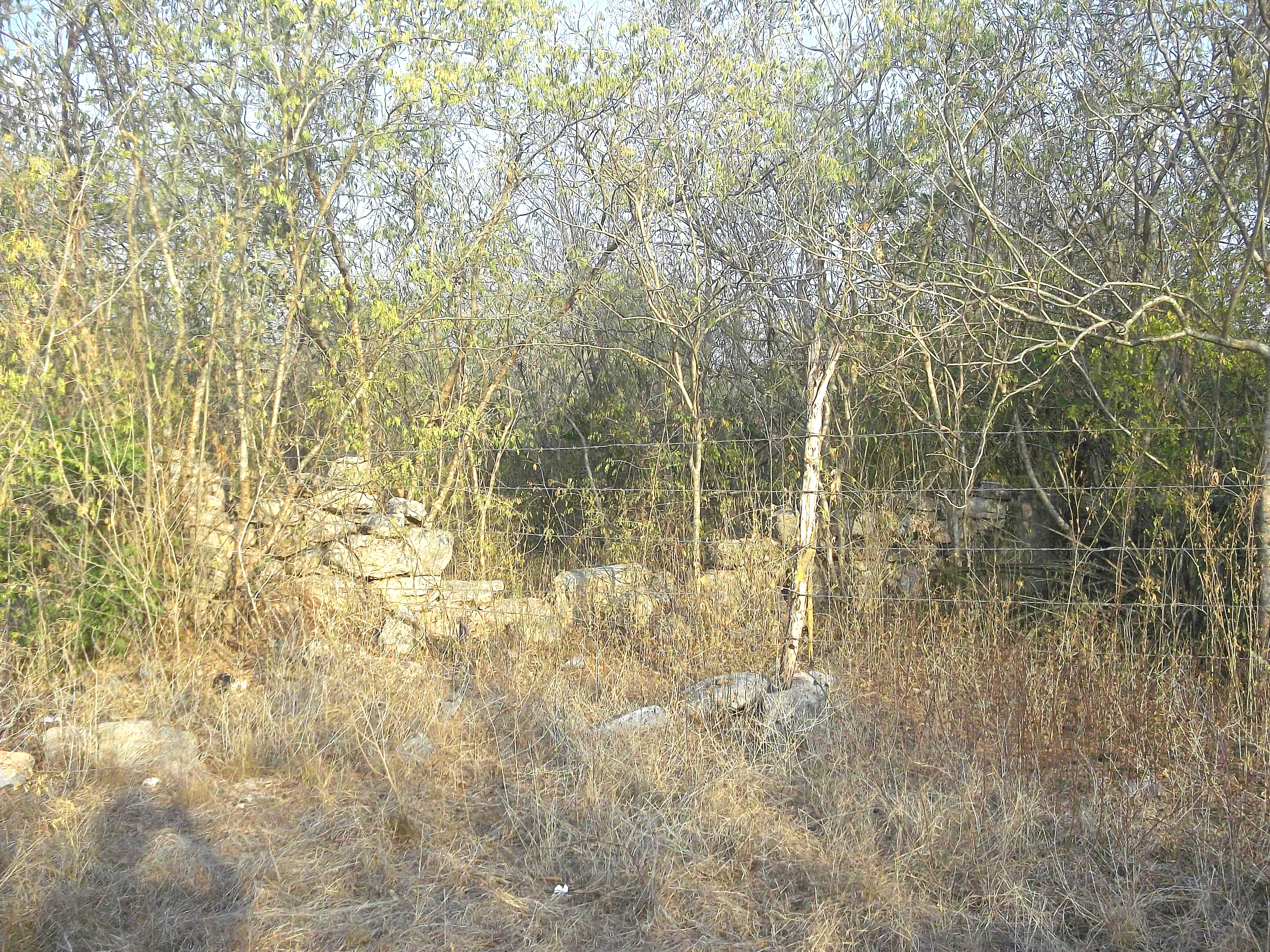
Antigua entrada a la hacienda Jesús (hoy San José).
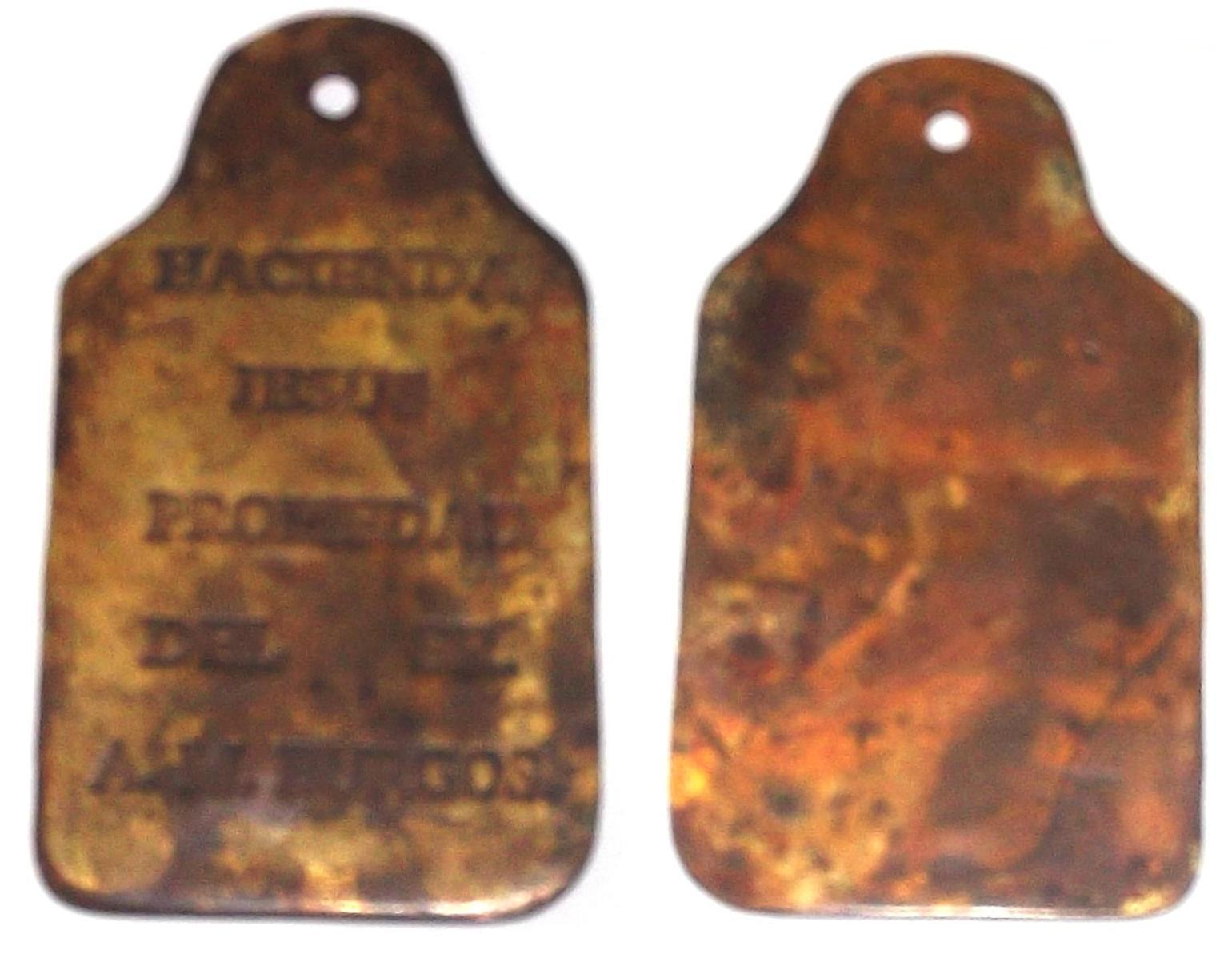
Ficha de la hacienda Jesús.